# Patrizio (cantante)
Patrizio, pseudonimo di Patrizio Esposito (Napoli, 27 novembre 1960 – Napoli, 27 gennaio 1984), è stato un cantante e attore italiano.

## Biografia
Nacque a Napoli, nel quartiere di Porta Capuana, il 27 novembre 1960. Iniziò a cantare sin da ragazzino e, con la caratteristica timbrica delle voci bianche, incise i suoi primi album, tra i quali Papà... è Natale e 'O figlio d' 'o Marsigliese, riscuotendo un notevole successo nell'ambito della canzone napoletana, ma non solo.
Nel 1974 fu tra gli interpreti dello sceneggiato Il marsigliese, al fianco di Renato Mori, Vittorio Mezzogiorno, Isa Danieli, Lina Polito e Marc Porel, una miniserie televisiva trasmessa dalla Rai. Nel 1979 presentò la canzone Tu sei qui su Rai 1, a Domenica In, condotta da Pippo Baudo. Ha inciso tutti i suoi dischi con l'etichetta El Bimbo Record e Zeus Record. Tra i suoi album più noti vi sono: ‘Na Sbandata e Relazione - Vol.8.

### Morte
Il 27 gennaio 1984 il cantante fu trovato morto per overdose a bordo della sua Matra-Simca, nel quartiere di Barra.
Sulla sua tomba, nel cimitero di Poggioreale, il maestro Vittorio Annona scrisse: 

## Discografia

### Album
- Papà... è Natale - Vol. 1 (1975)
- 'O figlio d' 'o marsigliese - Vol.2 (1976)
- Cristallo - Vol. 3 (1977)
- I miei 18 anni - Vol.4  (1978)
- Dolci pensieri con - Vol.5 (1979)
- Nuove esperienze - Vol. 6 (1980)
- ‘Na sbandata - Vol.7  (1981)
- Relazione - Vol.8 (1983)
- Grinta  - Vol.9 (1983)
- Annalisa - Vol. 10 (1984)

## Filmografia
- Il marsigliese, regia di Giacomo Battiato – miniserie TV (1974)